# Fulika
Fulika (nep. फुलकिया) – gaun wikas samiti w zachodniej części Nepalu w strefie Lumbini w dystrykcie Kapilvastu. Według nepalskiego spisu powszechnego z 2001 roku liczył on 871 gospodarstw domowych i 6300 mieszkańców (3002 kobiet i 3298 mężczyzn).